# Ghazi al-Yawer
Ghazi Mashal Ajil al-Yawer (arabiska: غازي مشعل عجيل الياور), född 1958 i Mosul, Irak var vice president i Irak under den irakiska övergångsregeringen 2005–2006 samt president i den interimistiska irakiska regeringen 2004–2005.
al-Yawer var en del i det styrande råd som skapades efter USA:s invasion av landet under 2003. Som ordförande i rådet blev han utsedd till interimistisk president den 28 juni 2004 när Irak återfick sin suveränitet av Koalitionens civila råd.